# Lista do Patrimônio Mundial na Estônia
A Organização das Nações Unidas para a Educação, a Ciência e a Cultura (UNESCO) propôs um plano de proteção aos bens culturais do mundo, através do Comité sobre a Proteção do Património Mundial Cultural e Natural, aprovado em 1972. Esta é uma lista do Patrimônio Mundial existente na Estônia, especificamente classificada pela UNESCO e elaborada de acordo com dez principais critérios cujos pontos são julgados por especialistas na área. A Estônia, que ocupa um pequeno território do norte europeu, ratificou a convenção em 27 de outubro de 1995, tornando seus locais históricos elegíveis para inclusão na lista.
O sítio Centro Histórico de Tallinn - que inclui edifícios e logradouros de relevância histórica e cultural na capital do país - foi o primeiro local da Estónia incluído na lista do Patrimônio Mundial da UNESCO por ocasião da 21ª Sessão do Comitè do Património Mundial, realizada em Nápoles (Itália) em 1997. Desde a mais recente adesão à lista, a Estónia totaliza 2 sítios classificados como Patrimônio da Humanidade, sendo ambos os bens de classificação cultural. 

## Bens culturais e naturais
A Estónia conta atualmente com os seguintes lugares declarados como Patrimônio da Humanidade pela UNESCO:
| | Centro Histórico de Tallinn |
| Bem cultural inscrito em 1997. |                             |
| Localização: Harju |                             |
| As origens de Tallinn remontam ao século XIII, com a edificação de um castelo pelos cavaleiros cruzados da Ordem Teutônica. Logo, a cidade foi se desenvolvendo até converter-se em um dos principais centros da Liga Hanseática. Sua prosperidade desta época se patenteou na opulência de seus edifícios públicos - em particular as igrejas - e a arquitetura das mansões dos mercadores, muito bem conservadas apesar dos danos causados por incêndios e guerras ao longo dos séculos. (UNESCO/BPI) |                             |

| | Arco Geodésico de Struve |
| Bem cultural inscrito em 2005. |                          |
| Este bem é compartilhado com: Bielorrússia, Finlândia, Letônia, Moldávia, Noruega, Rússia, Suécia e Ucrânia. |                          |
| Localização: Lääne-Viru / Tartu |                          |
| O Arco Geodésico de Struve é um conjunto de triangulações que abrange dez países, abrangendo 2.820 km, desde hammerfest (Noruega) até o Mar Negro. Composto pelos pontos de triangulação entre 1816 e 1855 pelo astrônomo Friedrich Georg Wilhelm Struve, este arco possibilitou a primeira medição precisa de um longo segmento do meridiano terrestre. Essa triangulação ajudou a definir e medir a forma exata da Terra e desempenhou um papel importante no avanço das ciências geológicas e na criação de mapas topográficos precisos. É um exemplo extraordinário de colaboração científica entre sábios de diferentes países, bem como um exemplo de cooperação entre vários monarcas europeus para o progresso científico. O arco primitivo consistiu em 258 triângulos e 265 pontos fixos principais. O local inscrito na Lista do Patrimônio Mundial compreende 34 dos pontos fixos originais indicados por diferentes meios: perfuração de rochas, travessias de ferro, montes e obeliscos. (UNESCO/BPI) |                          |

## Lista Indicativa
Em adição aos sítios inscritos na Lista do Patrimônio Mundial, os Estados-membros podem manter uma lista de sítios que pretendam nomear para a Lista de Patrimônio Mundial, sendo somente aceitas as candidaturas de locais que já constarem desta lista. Desde 2019, a Estónia possui 3 locais na sua Lista Indicativa.
| Sítio                                                                                           | Imagem | Localização | Ano  | Dados UNESCO              | Descrição |
| ----------------------------------------------------------------------------------------------- | ------ | ----------- | ---- | ------------------------- | --- |
| Castelo de Kuressaare                                                                           |        | Kuressaare  | 2002 | Cultural: iv              | O Castelo de Kuressaare foi mencionado pela primeira vez em 1381. Foi construído para o bispo local no estilo gótico tardio. Entre os séculos XV e XVII, as edificações do entorno foram acrescidas, algumas das quais foram mais tarde removidas e algumas restauradas no século XX. Hoje, o castelo é a mais popular atração turística da ilha Saaremaa. O parque da cidade é uma reserva natural de muitas espécies endêmicas. |
| Klint do Báltico                                                                                |        | Moonsund    | 2004 | Natural: vii, viii, ix, x | O Klint do Báltico é um escarpamento de calcário de 250 quilômetros de extensão. O escarpamento expõe rochas sedimentares de mais de 500 milhões de anos que permaneceram intactas durante os processos tectônicas e contêm uma abundância de fósseis bem preservados. O local abriga uma base valiosa de coleta cambriana e ordoviciana e classificação estratigráfica.                                                          |
| Prados arborizados (Laelatu, Kalli-Nedrema, Mäepea, Allika, Tagamoisa, Loode, Koiva e Halliste) |        | Laelatu     | 2004 | Misto                     | A indicação serial abrange grandes áreas de prados arborizados. São muito similares a parques mas têm existido por milênios e são cruciais para reprodução de inúmeras espécies. Oito prados representativos foram selecionados para esta indicação. |